# Zhenniao
Lo Zhenniao o Zhen (鴆鳥 in Cinese) è un leggendario uccello velenoso che si dice abitasse l'odierna Cina meridionale in tempi passati. Appare in molti miti cinesi, poesie ed annali.

## Riferimenti storico-letterari
Lo Shan Hai Jing li descrive come uccelli simili ad aquile, che abitano i monti nel sud della Cina.
Lo storico e poeta cinese Guo Pu, commentando lo Shan Hai Jing, descrive lo Zhenniao come un uccello dall'addome viola, con penne dalla punta verde, un lungo collo e un becco rosso scarlatto. La sua tossicità deriva dalla sua abitudine di ingerire teste di vipere velenose. Il maschio della specie prende il nome di "Sole Rotante" (迴陽,huíyáng), mentre la femmina quello di "Armonia dello Yin" (阴氳,yīnyūn). Un'altra descrizione di questa creatura ci giunge dal Piya, dizionario redatto durante la Dinastia Song: un uccello simile ad un'oca, di color viola scuro e dotato di becco color rame della lunghezza di 7-8 cun.
Sempre secondo il Piya, il suo intero corpo, dalle vene alle piume sarebbe permeato da un veleno potentissimo, lo "Zhendu" o "veleno dello Zhen", in grado di uccidere al semplice contatto con la gola. Pare infatti che molti omicidi venissero portati a termine facendo in modo che la vittima bevesse liquore avvelenato con le sue piume. Si diceva anche che la sua carne fosse velenosa ed emanasse un odore terribile e che non fosse perciò commestibile. Inoltre i suoi escrementi erano acidi, in grado di corrodere la roccia. Il Baopuzi, scritto dallo studioso Ge Hong, cita come unica sostanza in grado di neutralizzare lo Zhendu il corno di xiniu o di rinoceronte. Con i corni sarebbero dovute essere fatte delle forcine, con le quali si sarebbe poi mescolato il miscuglio contenente ol veleno, trasformandolo così in un'innocua schiuma..
Oltre che nei sopracitati testi dello Shan Hai Jing, del Piya e del Baopuzi, lo Zhenniao compare anche nel Sancai Tuhui e su di una stampa su legno. Nei registri storici della Cina antica i riferimenti allo Zhen compaiono più che altro sotto forma di modo di dire ("Bere Zhen per placare la sete") o nei paragoni con il veleno dell'Aconito. Il proverbio ammonisce chi compie avventatamente le proprie azioni, senza pensare alle conseguenze che esse potranno avere in futuro.
Sono frequenti nei resoconti cinesi casi di avvelenamenti da Zhendu, ma siccome la parola Zhen finì per indicare il veleno in senso generale è spesso difficile distinguere gli avvelenamenti da Zhendu dagli altri. Varie fonti agiografiche riportano che Wang Chuyi, discepolo di Wang Chongyang, fosse stato immune al veleno e che egli fosse sopravvissuto all'assunzione di liquore allo Zhendu.
Nell'epopea storica giapponese Taiheiki, Ashikaga Takauji e il fratello Ashikaga Tadayoshi costringono il principe Morinaga a bere Zhendu (Chin doku in Giapponese). 
Anche Todayoshii fu in seguito avvelenato con Zhendu dopo essere stato catturato.

## Esistenza
L'ultimo avvistamento di Zhenniao risale all'epoca della Dinastia Song, quando molti contadini Han si stabilirono nei pressi di Guangdong e Guangxi, e si suppone che siano stati sterminati tutti. Gli ornitologi cinesi hanno spesso teorizzato che lo Zhen fosse simile al serpentario oppure al serpentario crestato (presenti nell'area dei suoi avvistamenti) e che ottenesse la sua tossicità ingerendo serpenti velenosi. Per questo motivo in alcuni libri illustrati disegni di questi due uccelli sono usati come base per quelli dello Zhenniao. 
La scoperta dell'esistenza di uccelli velenosi è recente, e perciò gli zoologi lo hanno considerato a lungo come frutto dell'immaginazione umana. Tuttavia, nel 1992 venne pubblicato un articolo su Science che riportava la scoperta della tossicità delle piume del pitohui dichrous, riscontrata in seguito anche in alcune specie affini che ricavano tutte il veleno dalle loro prede. Un recente articolo in Cina ha riacceso il dibattito sulla sua possibile esistenza.